# 맥스 킬먼
막시밀리안 윌리엄 킬먼 (Maximilian William Kilman, 1997년 5월 23일 ~ )는 잉글랜드의 축구 선수이며, 웨스트햄 유나이티드 FC에서 수비수로 뛰고 있다.